# Altepec, Guerrero
Altepec är en ort i Mexiko.   Den ligger i kommunen Atlamajalcingo del Monte och delstaten Guerrero, i den sydöstra delen av landet, 250 km söder om huvudstaden Mexico City. Altepec ligger 2 173 meter över havet och antalet invånare är 210.
Terrängen runt Altepec är huvudsakligen kuperad, men österut är den bergig. Runt Altepec är det ganska tätbefolkat, med 65 invånare per kvadratkilometer. Närmaste större samhälle är Malinaltepec, 5,2 km nordväst om Altepec. I omgivningarna runt Altepec växer huvudsakligen savannskog.